# Premi BAFTA 1959
I premi della 12ª edizione dei British Academy Film Awards furono conferiti nel 1959 dalla British Academy of Film and Television Arts alle migliori produzioni cinematografiche del 1958.

## Vincitori e candidati

### Miglior film internazionale (Best Film from any Source)
- La strada dei quartieri alti (Room at the Top), regia di Jack Clayton
- Aparajito, regia di Satyajit Ray
- Birra ghiacciata ad Alessandria (Ice Cold in Alex), regia di J. Lee Thompson
- La gatta sul tetto che scotta (Cat on a Hot Tin Roof), regia di Richard Brooks
- I giovani leoni (The Young Lions), regia di Edward Dmytryk
- Indiscreto (Indiscreet), regia di Stanley Donen
- La legge del più forte (The Sheepman), regia di George Marshall
- Mare di sabbia (Sea of Sand), regia di Guy Green
- Le notti di Cabiria, regia di Federico Fellini
- Ordine di uccidere (Orders to Kill), regia di Anthony Asquith
- La parete di fango (The Defiant Ones), regia di Stanley Kramer
- Il posto delle fragole (Smultronstället), regia di Ingmar Bergman
- Quando volano le cicogne (Letyat zhuravli), regia di Mikhail Kalatozov
- Un urlo nella notte (No Down Payment), regia di Martin Ritt

### Miglior film britannico (Best British Film)
- La strada dei quartieri alti (Room at the Top)
- Birra ghiacciata ad Alessandria (Ice Cold in Alex)
- Indiscreto (Indiscreet)
- Mare di sabbia (Sea of Sand)
- Ordine di uccidere (Orders to Kill)

### Miglior attore britannico (Best British Actor)
- Trevor Howard – La chiave (The Key)
- Michael Craig – Mare di sabbia (Sea of Sand)
- Laurence Harvey – La strada dei quartieri alti (Room at the Top)
- I.S. Johar – La tigre (Harry Black)
- Anthony Quayle – Birra ghiacciata ad Alessandria (Ice Cold in Alex)
- Terry-Thomas – Le meravigliose avventure di Pollicino (tom thumb)
- Donald Wolfit – La strada dei quartieri alti (Room at the Top)

### Migliore attrice britannica (Best British Actress)
- Irene Worth – Ordine di uccidere (Orders to Kill)
- Hermione Baddeley – La strada dei quartieri alti (Room at the Top)
- Virginia McKenna – Scuola di spie (Carve Her Name with Pride)

### Miglior attore straniero (Best Foreign Actor)
- Sidney Poitier – La parete di fango (The Defiant Ones)
- Marlon Brando – I giovani leoni (The Young Lions)
- Tony Curtis – La parete di fango (The Defiant Ones)
- Glenn Ford – La legge del più forte (The Sheepman)
- Curd Jürgens – Duello nell'Atlantico (The Enemy Below)
- Curd Jürgens – La locanda della sesta felicità (The Inn of the Sixth Happiness)
- Charles Laughton – Testimone d'accusa (Witness for the Prosecution)
- Paul Newman – La gatta sul tetto che scotta (Cat on a Hot Tin Roof)
- Victor Sjöström – Il posto delle fragole (Smultronstället)
- Spencer Tracy – L'ultimo urrà (The Last Hurrah)

### Migliore attrice straniera (Best Foreign Actress)
- Simone Signoret – La strada dei quartieri alti (Room at the Top)
- Karuna Bannerjee – Aparajito
- Ingrid Bergman – La locanda della sesta felicità (The Inn of the Sixth Happiness)
- Anna Magnani – Selvaggio è il vento (Wild is the Wind)
- Giulietta Masina – Le notti di Cabiria
- Tat'jana Samojlova – Quando volano le cicogne (Letyat zhuravli)
- Elizabeth Taylor – La gatta sul tetto che scotta (Cat on a Hot Tin Roof)
- Joanne Woodward – Un urlo nella notte (No Down Payment)

### Migliore attore o attrice debuttante (Most Promising Newcomer to Film)
- Paul Massie – Ordine di uccidere (Orders to Kill)
- Red Buttons – Sayonara
- Teresa Izewska – I dannati di Varsavia (Kanal)
- Mary Peach – La strada dei quartieri alti (Room at the Top)
- Maggie Smith – Senza domani (Nowhere to Go)
- Gwen Verdon – Damn Yankees!

### Migliore sceneggiatura per un film britannico (Best British Screenplay)
- Paul Dehn – Ordine di uccidere (Orders to Kill)
- Eric Ambler – Titanic, latitudine 41 nord (A Night to Remember)
- Alun Falconer – Tre minuti di tempo (The Man Upstairs)
- Carl Foreman – La chiave (The Key)
- Vernon Harris – A Cry from the Streets
- James Kennaway – L'incendiario (Violent Playground)
- Norman Krasna – Indiscreto (Indiscreet)
- Arthur Laurents – Buongiorno tristezza! (Bonjour tristesse)
- Isobel Lennart – La locanda della sesta felicità (The Inn of the Sixth Happiness)
- T.J. Morrison – Birra ghiacciata ad Alessandria (Ice Cold in Alex)

### Miglior documentario (Best Documentary Film)
- Glas, regia di Bert Haanstra
- The Forerunner, regia di John Heyer
- Jabulani Afrika
- L.S. Lowry, regia di John Read
- Secrets of the Reef, regia di Murray Lerner, Lloyd Ritter, Robert M. Young
- Wonders of Chicago

### Premio UN (UN Award)
- La parete di fango (The Defiant Ones)
- People Like Maria
- Il soldato sconosciuto (Tuntematon sotilas), regia di Edvin Laine